# Pseudohyaleucerea naenia
Pseudohyaleucerea naenia là một loài bướm đêm thuộc phân họ Arctiinae, họ Erebidae.